# Bukovica Mala (Derventa)
Pour les articles homonymes, voir Bukovica Mala.
Bukovica Mala (en serbe cyrillique : Буковица Мала) est un village de Bosnie-Herzégovine. Il est situé dans la municipalité de Derventa et dans la république serbe de Bosnie. Selon les premiers résultats du recensement bosnien de 2013, il compte 34 habitants.

## Démographie

### Évolution historique de la population dans la localité
| 1948 | 1953 | 1961 | 1971 | 1981 | 1991 | 2013 |
| ---- | ---- | ---- | ---- | ---- | ---- | ---- |
| -    | -    | 292  | 280  | 222  | 207, | 34   |

|  |

### Communauté locale
En 1991, Bukovica Mala faisait partie de la communauté locale de Bukovica qui comptait 751 habitants, répartis de la manière suivante :